# Anneli Aarika-Szrok
Eini Anneli Aarika-Szrok (18 de octubre de 1924 - 2004) fue una cantante de ópera finlandesa.
Nació en octubre de 1924 en Helsinki. Estudió en la Academia Sibelius entrr 1944 y 1949, y luego en la Academia de Música Franz Liszt de Budapest entre 1949 y 1952.
Fue solista de la Ópera Estatal de Hungría entre 1951 y 1962 .También trabajó como cantante en el Instituto de Música Riihimäki y fue directora ejecutiva de la Sociedad Finlandia-Hungría. 
Se casó con Istvan Szrok y tuvieron un hijo.  Murió en Helsinki en 2004. 